# Mimosiphonops
Mimosiphonops és un gènere d'amfibis gimnofions de la família Caeciliidae que habita al Brasil i conté les següents espècies.

## Taxonomia
- Mimosiphonops reinhardti Wilkinson et Nussbaum, 1992
- Mimosiphonops vermiculatus Taylor, 1968